# Station Osetnica
Station Osetnica is een spoorwegstation in de Poolse plaats Osetnica.